# Kèn bầu

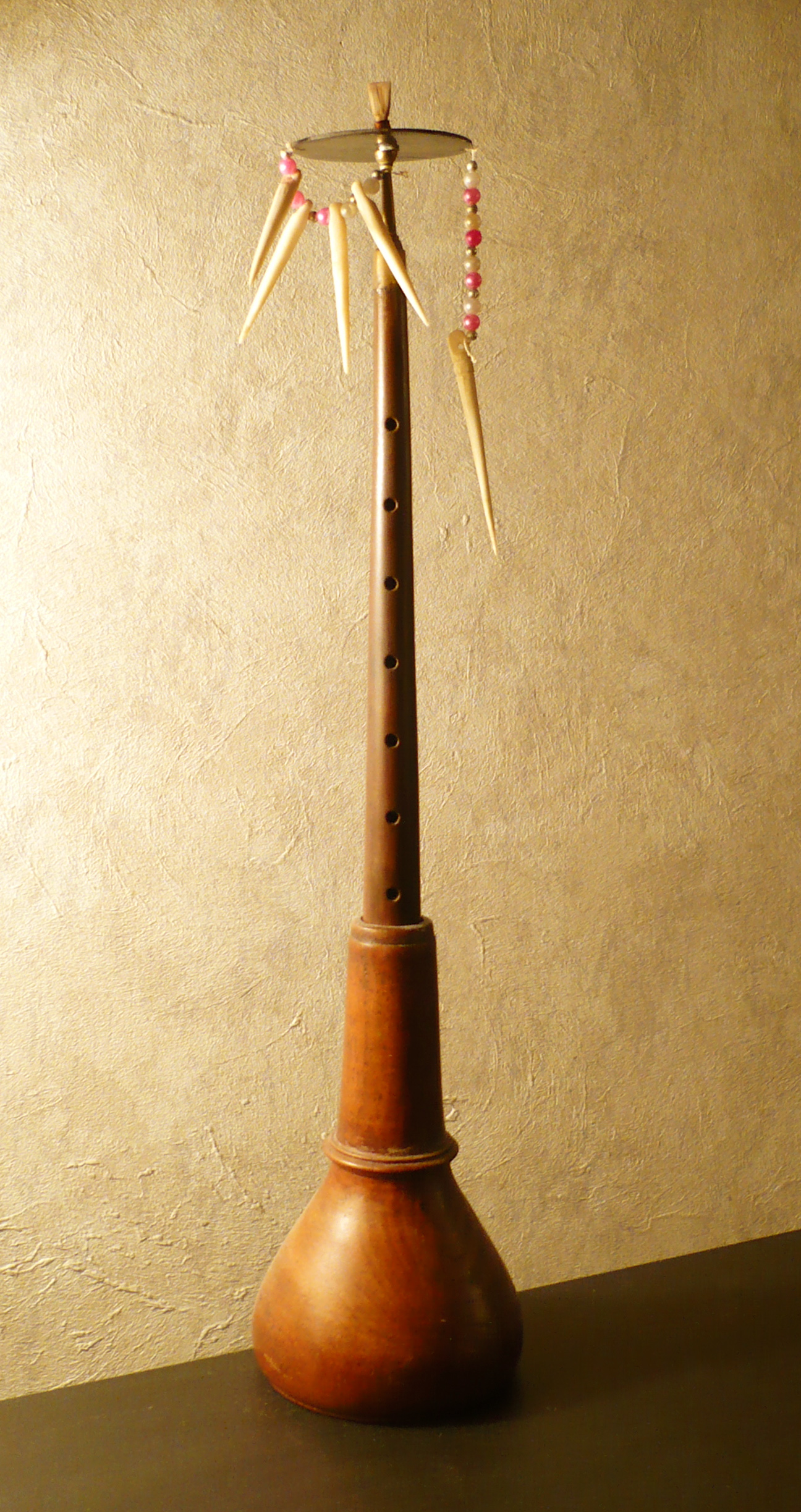
Un kèn bầu.

El kèn bầu es un instrumento de viento de doble lengüeta empleado en la música tradicional de Vietnam y Sur de China. Se asemeja en su construcción y sonido a la suona china y al taepyeongso coreano. Se hace en varios tamaños y es el instrumento principal de la antigua corte musical real de Huế.

## Construcción
El instrumento tiene un cuerpo cónico de madera dura con siete agujeros para los dedos. A diferencia de sus homólogos coreano y chino, el kèn bầu tiene  una campana desmontable hecha de madera de yaca o panapén, esculpida con la forma de una calabaza (se cree que originalmente se hacía con una calabaza seca, pero se vio que la madera era más resistente). En su extremo se introduce un pequeño tubo de bronce donde se coloca una pequeña caña.

## Tocando
La técnica del instrumento contempla el uso de respiración circular así como una amplia variedad de ornamentaciones como el vibrato y tono deslizantes.

## Etimología
Kèn significa oboe y bầu, calabaza, refiriéndose a la forma de la campana del instrumento. La cítara monocorde vietnamita llamada đàn bầu, que también tiene forma de calabaza como parte de su construcción, comparte el empleo de esta palabra en su nombre.

## Intérpretes
Uno de los intérpretes de kèn bầu más importantes es Trần Thảo, que dirige el grupo nhã nhạc (música real) de Hue y ha hecho giras por todo el mundo. Él desciende de un linaje de instrumentistas de la corte.

### Vídeos
- Vídeo de cuatro kèn bầu, con percusión

- Datos: Q1128412
- Multimedia: Kèn bầu / Q1128412